# Joseph Heydendahl
Friedrich Joseph Nicolai Heydendahl, né le 4 septembre 1844 à Düsseldorf et mort le 6 février 1906 dans la même ville, est un peintre paysagiste allemand de l'école de Düsseldorf.

## Biographie
Joseph Nicolai Heydendahl naît le 4 septembre 1844 à Düsseldorf.
Il fréquente l'Académie des beaux-arts de Düsseldorf de 1859 à 1865. Ses professeurs sont Heinrich Mücke, Andreas, Karl Müller, Karl Ferdinand Sohn, Rudolf Wiegmann et Josef Wintergerst. Il travaille à Düsseldorf presque toute sa vie. En 1879, il se rend à Londres pour quelque temps, mais dès 1883, il retourne à Düsseldorf. Il effectue également des voyages aux Pays-Bas et en Norvège. Un carnet d'adresses historique datant de 1889 le désigne - aux côtés du peintre Nikolaus Heydendahl - comme directeur général de la Kunsthalle de Düsseldorf,. Son fils, Ludwig August Heydendahl (1876 - environ 1960), qui étudie également  à l'Académie de Düsseldorf, devient un peintre de paysages et de scènes de chasse.

## Œuvres

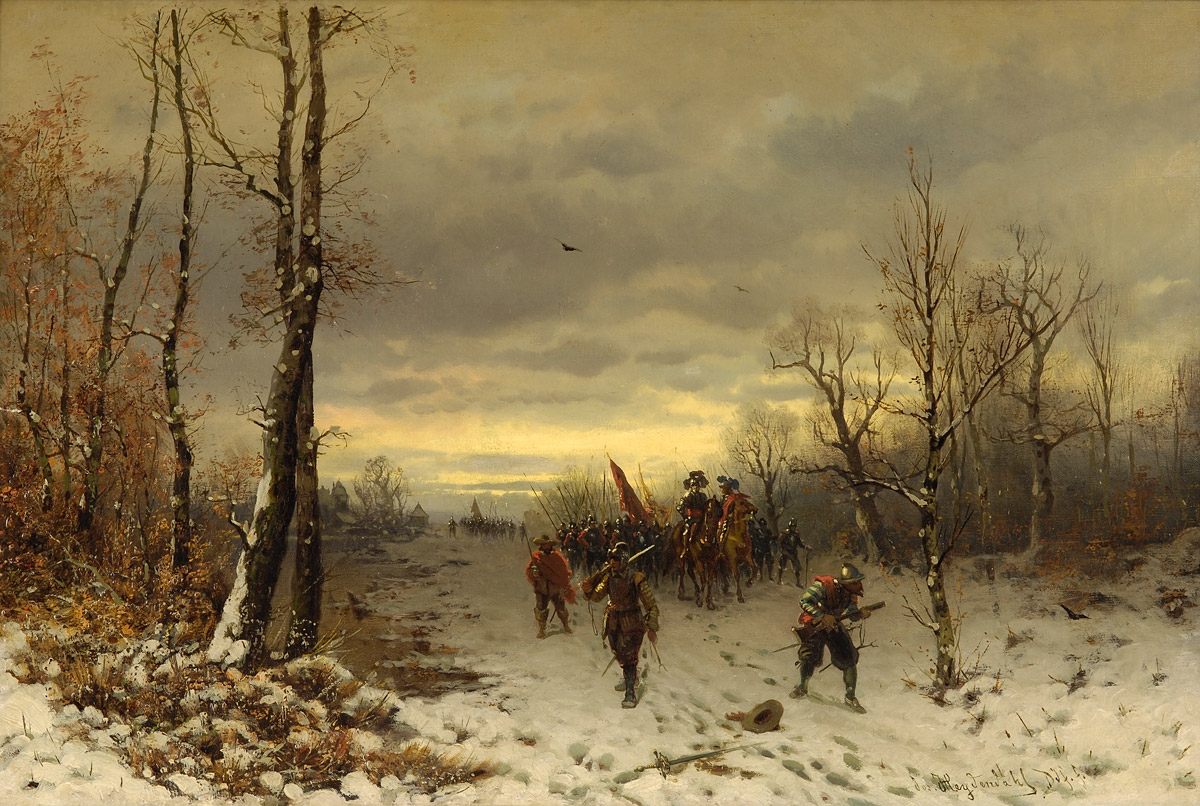
Déménagement du château, 1883.

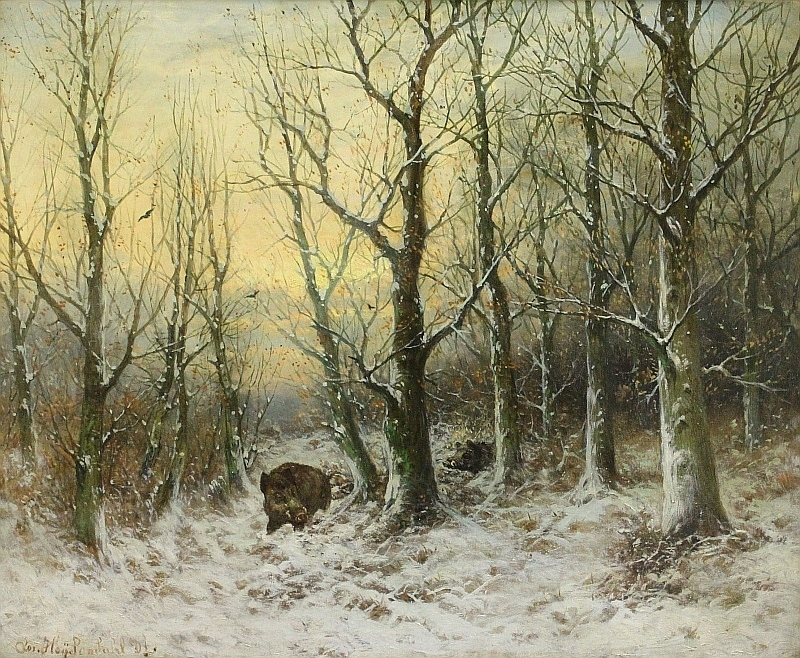
Les Sangliers dans le paysage d'hiver.

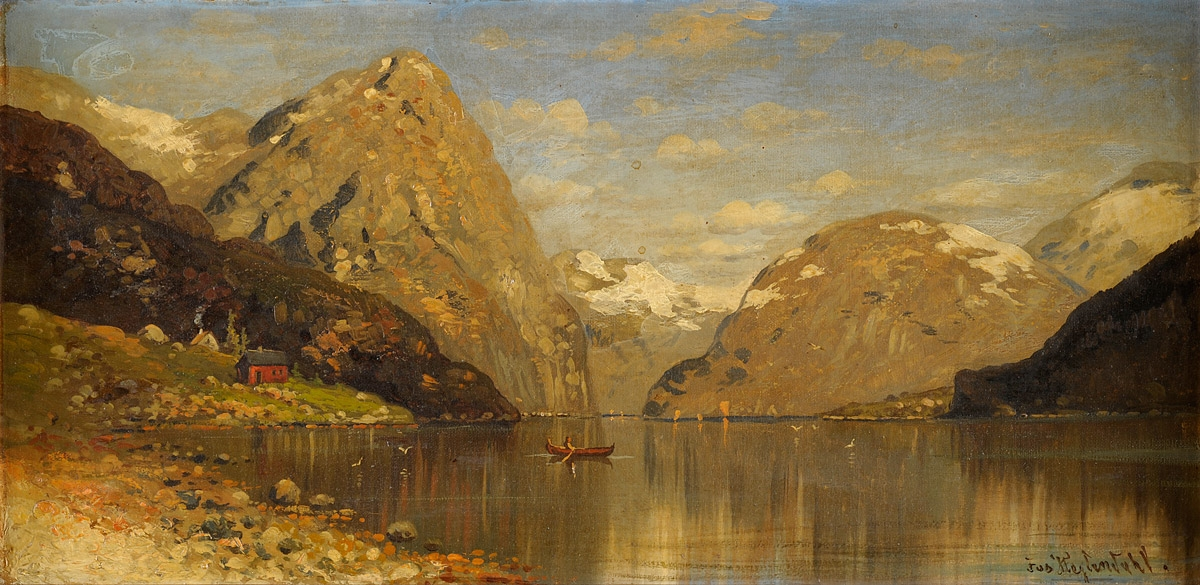
Vue d'été sur le fjord.

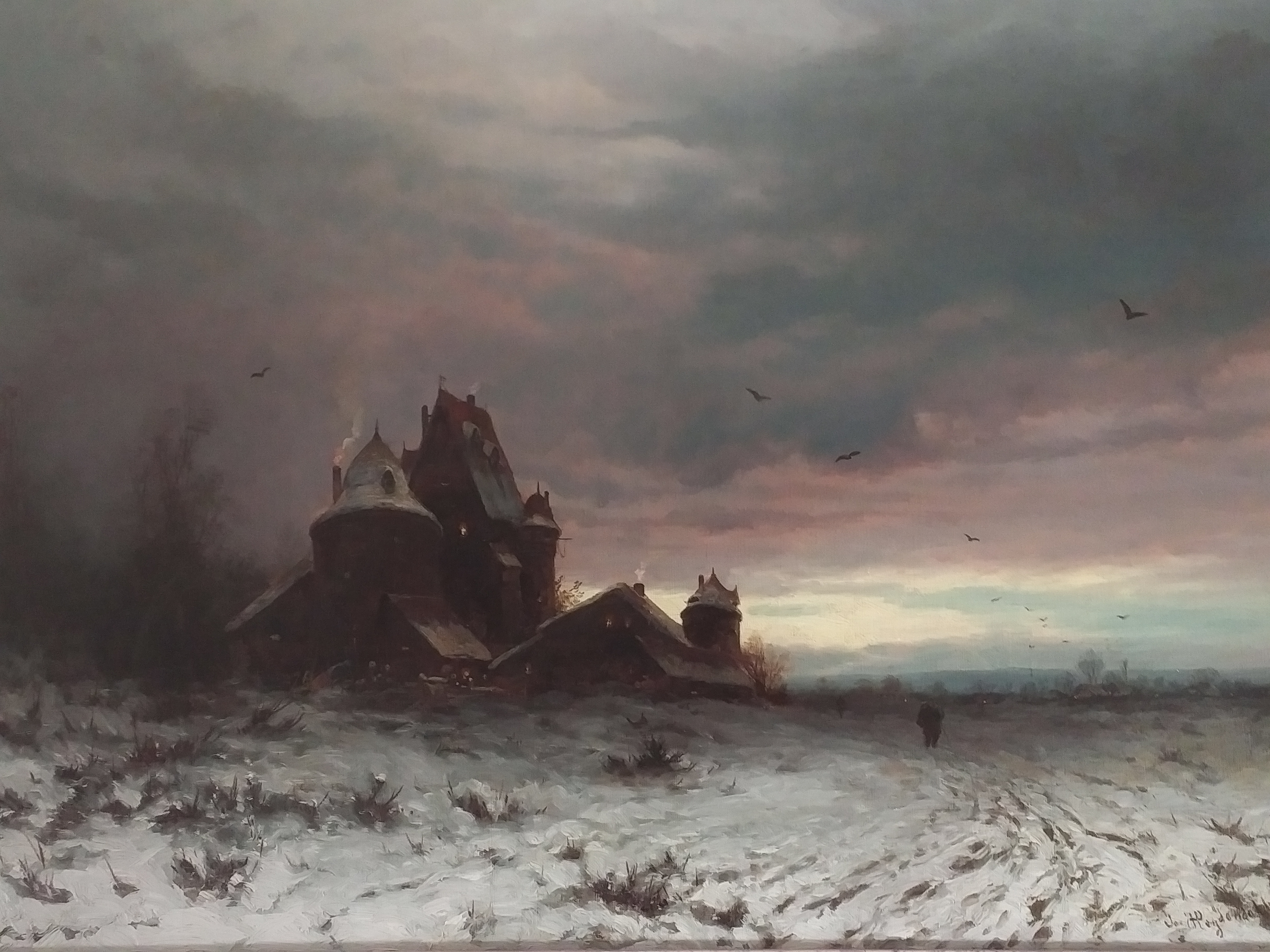
Un château dans un paysage hivernal.

Comme Johann Jungblut, Joseph Heydendahl s'est spécialisé dans les paysages d'hiver, souvent avec des scènes de chasse, des scènes de la guerre de Trente Ans et dans la lumière du soir. Ses paysages, souvent des représentations de plans d'eau, présentent des motifs de Westphalie, du Bas-Rhin, des Pays-Bas ou de Norvège.
- Winterabend, 1879
- Norwegische Mondlandschaft, 1883
- Auszug aus der Burg (zwei Kriegshaufen mit Fahnenträgern und berittenen Führern durch die Winterlandschaft heranziehend), 1883
- Söldner auf dem Heimweg zum Schloss, 1887
- Dorfstraße im Winter, 1889
- Wildschweine in Winterlandschaft
- Winterabend am Altwasser
- Sommerliche Fjordansicht
- Eine Burg in einer Winterlandschaft